# Jihoosetsko-ruská státní hranice

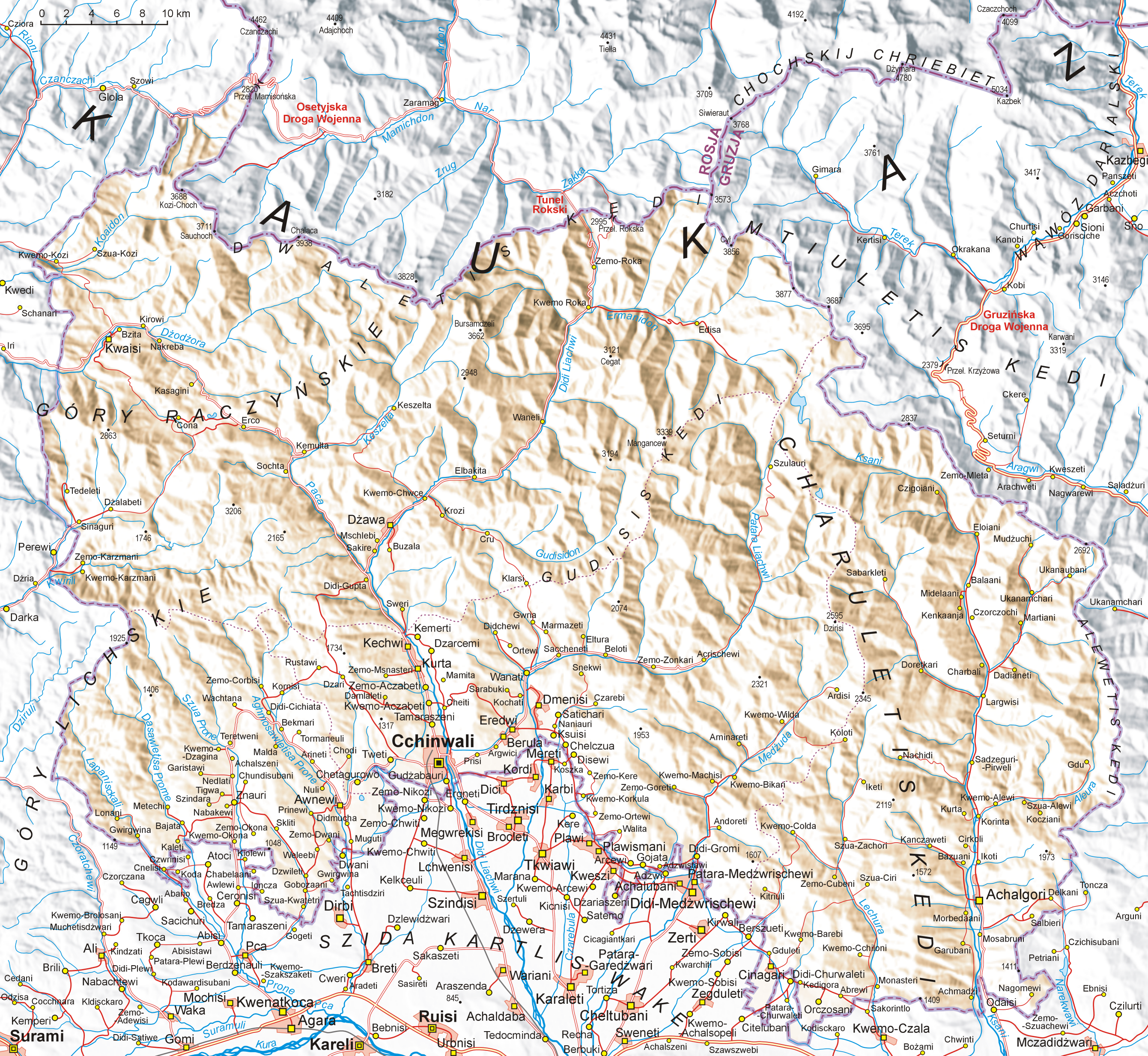
Jižní Osetie

Jihoosetsko-ruská státní hranice je státní hranice mezi mezinárodně neuznanou Jižní Osetií a Ruskem. Z pohledu států, které neuznávají existenci samostatné Jižní Osetie, jde o úsek gruzínsko-ruské státní hranice. Táhne se v délce 74 km po hlavním kavkazském hřebeni. Přes hranici vede pouze jedno přímé silniční spojení přes Rokský tunel.